# Livingston (Luizjana)
Livingston – miasto w Stanach Zjednoczonych, w stanie Luizjana, siedziba administracyjna parafii Livingston.